# Stephen Smith
Pour les articles homonymes, voir Stephen Smith (homonymie) et Smith.
Stephen William Smith, né le 30 octobre 1956 dans le Connecticut, est depuis 2007 professeur d'études africaines à l'université Duke (États-Unis). De nationalité américaine, il a été journaliste spécialiste de l'Afrique pour différents organes de presse français de 1986 à 2005. Il a publié treize livres en français.

## Biographie
Stephen Smith a d'abord été correspondant en Afrique pour l'agence Reuters et RFI. Il entre au service Afrique du quotidien français Libération en 1986. Il devient ensuite responsable du service « Afrique » à Libération, en remplacement de Pierre Haski. En 2000, il prend la direction du département « Afrique » du journal Le Monde ainsi qu'à partir de 2002 le poste de chef adjoint du service « Étranger ». Début 2005, il quitte ses fonctions au Monde. Depuis 2007, il est professeur d'études africaines à l'université Duke, en Caroline du Nord.
Aussi bien à Libération qu'au Monde, Stephen Smith a largement traité la question du génocide des Tutsis rwandais de 1994, pour lequel il a été critiqué (notamment par l'association Survie) mais aussi approuvé (notamment par Hubert Védrine, l'ancien secrétaire général de l'Élysée de 1991 à 1995 sous François Mitterrand, et Filip Reyntjens, professeur à l'université d'Anvers). Il s'est notamment fait remarquer en soutenant la thèse selon laquelle l'actuel président rwandais, Paul Kagame, aurait commandité l'attentat contre le président de l'époque, Juvénal Habyarimana, provoquant sciemment le génocide de sa propre communauté, les Tutsis. Smith a décrit l'évolution de ses positions sur le Rwanda dans un article publié en 2011 par la London Review of Books.
En 2018, dans un ouvrage consacré aux migrations africaines intitulé La Ruée vers l'Europe — La jeune Afrique en route pour le Vieux continent, il soutient que la migration massive d'un continent vers l'autre est une évidence, explique qu'« être pour ou contre la migration n'a aucun sens » et s'efforce de dégager plusieurs scénarios possibles pour les années à venir,.

## Réception critique
Bokassa Ier, un empereur français a reçu en 2000 le Prix Jacques Dérogy-L'Express du livre d'investigation. Dans ce livre, Stephen Smith, et Géraldine Faes, ancienne rédactrice en chef du magazine l'Autre Afrique, retracent la période tumultueuse de l'empire centrafricain et dénoncent les dérives de la politique de la France en Afrique après la décolonisation
Négrologie : pourquoi l'Afrique meurt est un livre controversé. Stephen Smith y soutient que les Africains seraient en majeure partie responsables des malheurs que connaît leur continent. L’ouvrage est fortement critiqué dans le monde académique. Mamoudou Gazibo estime que l’ouvrage « [ramène] au goût du jour les théories de la barbarie, de la cruauté et de la paresse supposées des Africains » et est « un condensé parfait de la dérive de l’interprétation des enjeux politiques africains [...] ». Jean Copans estime que l’ouvrage pèche entre autres par le fait d’assimiler l’Afrique à « une société globale ». De même des historiens comme Jean-Pierre Chrétien et Pierre Boilley ont rejeté le caractère pathologisant de l’ouvrage, son culturalisme, son assimilation de l’Afrique au primitif voire à l’infériorité, ou sa réduction des Africains à quelques traits psychologiques supposés, ainsi que son refus des complexités de l’histoire, voire son « climat de café du commerce ». L’anthropologue Jean-Pierre Olivier de Sardan a lui aussi souligné le caractère « culturaliste » de cet essai, et sa tendance à expliquer les problèmes du continent avant tout par des « mentalités » supposées. L'écrivain sénégalais Boubacar Boris Diop et les présidents successifs de l'association Survie, Odile Tobner et François-Xavier Verschave ont aussi publié un ouvrage qui se présente comme une réponse aux « désinformations  » de Négrologie,. Le livre a reçu le Prix de l'Essai France-Télévision en 2004 et pour Yves Gounin, Stephen Smith, qui « décrit une réalité sombre sans s'en délecter », choisit de mettre les Africains face à leur responsabilité.
En 2018, La Ruée vers l'Europe a été récompensé par le Prix littéraire de la Revue des Deux Mondes, le Prix Brienne du livre de géopolitique, et par un Grand Prix de l'Académie française.
Pour Christian Bouquet, chercheur et professeur émérite de géographie politique à l'université Bordeaux-Montaigne, c'est « un essai fort bien documenté et solidement argumenté ». Les universitaires Julien Brachet, de l'Institut de recherche pour le développement (IRD, Université Paris 1 Panthéon-Sorbonne) et Judith Scheele, de l'École des hautes études en sciences sociales (EHESS), estiment, quant à eux, qu'il s'agit d'un  essai « xénophobe et raciste » tentant de légitimer la « théorie complotiste du grand remplacement » soutenue par l'extrême droite : selon eux, les chiffres donnés par Stephen Smith au sujet de l'immigration africaine vers l'Europe sont faux et en contradiction avec ceux résultant des travaux des démographes des universités, de l'INED et de l'ONU,. Le démographe François Héran publie une recension critique de l'ouvrage, puis une tribune dans Libération où il critique vigoureusement le livre, l'accusant de « nourrir le fantasme de l'envahissement du Nord par le Sud ». Cependant, la démographe Michèle Tribalat s'oppose à ces critiques, et en particulier à celle d'Héran, estimant que la méthode employée, « dite scientifique », « aboutit à un résultat peu probable, en raison de l'hypothèse peu raisonnable selon laquelle le ratio population née dans l'Afrique subsaharienne résidant en France/population résidant en Afrique subsaharienne serait équivalent, dans 35 ans, à ce qu'il était à une date non précisée ».
Le Monde choisit La ruée vers l'Europe comme l'un de ses sept livres incontournables pour comprendre les migrations, estimant qu'il s'agissait « d'un petit livre hyperdocumenté, riche en références littéraires et nourri d'un suivi longitudinal des statistiques africaines ». Par la suite, le journal relaie les critiques formulées par François Héran,. La journaliste Eugénie Bastié critique la publication de ces nouveaux articles qu'elle dénonce comme une inconstance et y voit une forme de « politiquement correct ». Dans une tribune publiée par le quotidien Libération en octobre 2018, Stephen Smith se défend pour sa part d'être le fourrier de l'extrême droite.

## Publications
- La Guerre du cacao, avec Corinne Moutout et Jean-Louis Gombeaud, éd. Calmann-Lévy, 1990
- Ces messieurs Afrique, avec Antoine Glaser, éd. Calmann-Lévy, tome 1, 1992, et 2, 1997
- Somalie, la guerre perdue de l'humanitaire, éd. Calmann-Lévy, 1993
- Oufkir, un destin marocain, éd. Calmann-Lévy, 1999, Hachette Litteratures, 2002
- Bokassa Ier, avec Géraldine Faes, éd. Calmann-Lévy, 2000
- Négrologie : pourquoi l'Afrique meurt, éd. Calmann-Lévy, 2003 Prix Essai 2004 France Télévision.
- Le Fleuve Congo, photographies de Patrick Robert, éd. Actes Sud, 2003
- Comment la France a perdu l'Afrique, avec Antoine Glaser, Calmann-Lévy, 2005
- Atlas de l'Afrique. Un continent jeune, révolté, marginalisé, éd. Autrement, 2005
- Noirs et Français !, avec Géraldine Faes, éd. Panama, 2006
- Sarko en Afrique, avec Antoine Glaser, Plon, 2008  (ISBN 978-2-259-20896-3)
- Voyage en Postcolonie. Le Nouveau Monde franco-africain, éd. Grasset, 2010  (ISBN 978-2-246-75941-6)
- La Ruée vers l'Europe. La Jeune Afrique en route pour le Vieux Continent, éd. Grasset, 2018  (ISBN 2-246-80350-0)
- Requiem pour « la Coloniale », avec Jean de La Guérivière, Paris, Grasset, 2024  (ISBN 978-2-246-84063-3)